# Церковь Спаса Преображения (Ленина, хутор)
Церковь Спаса Преображения (Храм Преображения Господня, Преображенский храм) — православный храм в хуторе Ленина Ростовской области; Ростовская и Новочеркасская епархия, Аксайское благочиние. Храм создаётся вместо существующего храма-часовни В честь иконы Божией Матери «Нечаянная радость».
Адрес: Ростовская область, Аксайский район, улица Зелёная, 2а.

## История
В 2011 году в хуторе Ленина была построена часовня в честь иконы Божией Матери «Нечаянная радость» и одновременно заложен камень под строительство храма-часовни. В ноябре 2012 года был зарегистрирован приход Преображения Господня, а в декабре этого же года был выполнен бетонный фундамент для перестройки часовни в храм. В 2013 году работы по реконструкции часовни в храм-часовню были завершены, имя его осталось прежним — В честь иконы Божией Матери «Нечаянная радость». За это время был сделан алтарь, возведён иконостас, закуплена необходимая церковная утварь, а также благоустроена прилегающая к храму-часовне территория. 1 октября 2013 года был получен святой антиминс для совершения Божественных Литургий. В ноябре этого же года были обустроены хозяйственные помещения храма.
В 2014 году рядом с храмом была построена звонница, продолжалась работа по благоустройству территории. Получив лицензию на ведение образовательной деятельности, приход организовал воскресную учебно-воспитательную группу. В ноябре 2016 года начал работу православный подростковый клуб. В настоящее время разрабатывается проект нового, каменного храма В честь Преображения Господня.
Настоятель Преображенского храма — иерей Константин Викторович Гомма.